# Artur Siemaszko (matematyk)
Artur Siemaszko – polski matematyk, doktor habilitowany nauk matematycznych, profesor Uniwersytetu Warmińsko-Mazurskiego w Olsztynie, specjalista od teorii ergodycznej oraz układów dynamicznych.

## Kariera naukowa
W 1990 roku na Uniwersytecie Mikołaja Kopernika w Toruniu uzyskał tytuł magistra matematyki. W 1996 roku na Wydziale Matematyki i Informatyki tej samej uczelni uzyskał stopień doktora nauk matematycznych w zakresie matematyki na podstawie rozprawy pt. Ergodyczne i topologiczne własności układów distalnych, której promotorem był Mariusz Lemańczyk.  W 1999 roku został zatrudniony na Uniwersytecie Warmińsko-Mazurskim w Olsztynie. W 2013 roku Wydział Podstawowych Problemów Techniki Politechniki Wrocławskiej nadał mu stopień doktora habilitowanego nauk matematycznych w dyscyplinie matematyki na podstawie pracy pt. Faktory i zbiory minimalny w teorii ergodycznej i dynamice topologicznej.